# Resolution 1543 des UN-Sicherheitsrates
Mit der Resolution 1543 des UN-Sicherheitsrats wurde beschlossen, das Mandat der Unterstützungsmission der Vereinten Nationen in Osttimor (UNMISET) bei verringerter Personalstärke und veränderter Aufgabenstellung um sechs Monate zu verlängern, mit dem Ziel, anschließend eine weitere, letzte Verlängerung des Mandats um sechs Monate bis zum 20. Mai 2005 vorzunehmen. Die Resolution wurde am 14. Mai 2004 unter Hinweis auf die Resolutionen 1410, 1473 und 1480 verabschiedet.

## Hintergrund
Nach der indonesischen Besatzung von 1975 bis 1999 stand Osttimor zunächst unter UN-Verwaltung. Nach der Entlassung des Landes in die Unabhängigkeit am 20. Mai 2002 blieb UNMISET zur Unterstützung.

## Die Resolution
Der Weltsicherheitsrat lobte das Volk und die Regierung Osttimors für den erreichten Fortschritt, den sie mit Hilfe der internationalen Staatengemeinschaft in solch kurzer Zeit bei erreicht haben der Entwicklung der infrastruktur, der öffentlichen Verwaltung, der Strafverfolgung und der Verteidigungskapazitäten. Auch die UNMISET unter der Leitung des UN-Sonderbeauftragten für Osttimor Kamalesh Sharma wurde gewürdigt. Der weitergehende Fortschritt bei der Umsetzung des Mandats wurde begrüßt, insbesondere die Konsolidierungsphase, gemäß der Resolutionen 1410, 1473 und 1480. Seine Anerkennung drückte der Weltsicherheitsrat gegenüber jenen UN-Mitgliedstaaten aus, die Truppen, Zivilpolizisten und Unterstützung der UNMISET zur Verfügung gestellt hatten. Zur Kenntnis wurde die Erklärung genommen, die José Ramos-Horta, der Außenminister Osttimors vor dem Weltsicherheitsrat abgab, bei der er eine Verlängerung der UNMISET-Mission um ein Jahr beantragte. Ebenso registriert wurde der Sonderbericht des Generalsekretärs der Vereinten Nationen Kofi Annan vom 13. Februar 2004 (S/2004/117) und der Bericht vom 29. April 2004 (S/2004/333). Der Antrag des Generalsekretärs, UNMISET um ein Jahr zu verlängern, wird begrüßt. Der Weltsicherheitsrat hält fest, dass die sich entwickelnden Institutionen in Osttimor noch immer im Prozess der Konsolidierung sind und dass weitere Unterstützung notwendig ist, um eine fortwährende Entwicklung und Stärkung der Schlüsselsektoren, hauptsächlich Justiz, öffentliche Verwaltung, inklusive Polizei, und die Erhaltung von Sicherheit und Stabilität in Osttimor zu gewährleisten. Der Weltsicherheitsrat bestätigte seine Verantwortung für die Förderung der Sicherheit und die langfristige Stabilität in Osttimor.
Der Weltsicherheitsrat beschloss das Mandat der UNMISET um sechs Monate zu verlängern, mit einer möglichen anschließenden Verlängerung bis zum 20. Mai 2005. Beschlossen wurde auch eine Verkleinerung der Mission und eine Überarbeitung der Aufgaben, entsprechend der Empfehlungen des Generalsekretärs vom 29. April 2004. Das Mandat soll folgende Punkte enthalten: Unterstützung der öffentlichen Verwaltung und des Justizsystems Osttimors und für die Justiz im Bereich der schweren Straftaten, Unterstützung beim Aufbau der Vollzugsbehörden in Osttimor und Unterstützung für Sicherheit und Stabilität Osttimors. Die UNMISET soll nun aus 58 zivilen Beratern, 157 zivilen Polizeiberatern, 42 militärischen Verbindungsoffizieren, 310 ausgebildete Soldaten und 125 Personen der International Response Unit. Der Weltsicherheitsrat entschied, dass international anerkannte Prinzipien der Menschenrechte einen integralen Teil des Trainings und der Schaffung der Handlungskompetenzen sein sollen, bei der Umsetzung des UNMISET-Mandats. Der Generalsekretär wurde angewiesen den Weltsicherheitsrat eng und regelmäßig über Entwicklungen vor Ort und die Umsetzung dieser Resolution zu berichten. Ein Bericht sollte innerhalb von drei Monaten, ein zweiter drei Monate später erfolgen. Die Berichte sollten auch Empfehlungen enthalten, um sicherzustellen, dass das Mandat am 20. Mai 2005 beendet werden kann und wie Ziele und Struktur der Polizei und des Militärs geändert werden sollten. Der Sicherheitsrat beschloss, sich weiter aktiv mit der Angelegenheit zu befassen.

## Folgezeit
Der Grenzverlauf zu Indonesien war seit 2006 zu 97 % festgelegt. Mit Indonesien umstritten waren zunächst die Zugehörigkeit der kleinen unbewohnten Insel Fatu Sinai (Pulau Batek), 37 Hektar zwischen Memo (Suco Tapo/Memo) und dem indonesischen Dilumil (Regierungsbezirk Belu) und Gebiete um die Exklave Oecusse (Área Cruz in Passabe, Citrana-Dreieck in Nitibe) sowie die genauen Modalitäten eines Korridors von Oecusse zum Hauptstaatsgebiet. 2013 konnte der Streit um das Gebiet bei Memo beigelegt werden. Die Ansprüche auf die Insel Fatu Sinai hatte Osttimor zu diesem Zeitpunkt bereits aufgegeben. Als Streitpunkte verblieben bis 2019 die beiden Gebiete an der Grenze der Exklave Oecusse. Seit 2015 wird auch über die maritime Grenzziehung verhandelt. Ungeklärt blieben bis 2018 die Grenzstreitigkeiten zwischen Australien und Osttimor um die Festlegung der Seegrenze in der Timorsee und der damit verbundenen Nutzung der Bodenschätze.
Am 20. Mai 2005 beendeten SCU und die Special Panels for Serious Crimes (SPSC) ihre Arbeit in Osttimor. Die UN-gestützte Justiz hatte 391 Personen angeklagt, von denen sich jedoch 316 in Indonesien aufhielten. 87 Angeklagte, meist Mitläufer in pro-indonesischen Milizen kamen ins Gefängnis. Weil die Regierungen in Jakarta und Dili mit dem Gericht nicht zusammenarbeiten beziehungsweise das beiderseitige Verhältnis nicht belasten wollten, wurden indonesische Verantwortliche aus Verwaltung und Militär nicht zur Rechenschaft gezogen. Bei den Unruhen in Osttimor 2006 wurde das Büro der SCU verwüstet und wichtige Beweismittel gegen indonesische Beschuldigte wurden vernichtet.
Die UN-Missionen in Osttimor endeten am 31. Dezember 2012.